# 约翰·格登
约翰·伯特兰·格登爵士，FRS，（英語：Sir John Bertrand Gurdon，1933年10月2日—），英国发育生物学家。他主要以在體细胞核移植与克隆方面的先驱性研究而知名。2009年与日本成體幹細胞專家山中伸弥获拉斯克基礎醫學研究獎。2012年获得诺贝尔生理学或医学奖。